# Ceanothus integerrimus
Ceanothus integerrimus là một loài thực vật có hoa trong họ Táo. Loài này được Hook. & Arn. mô tả khoa học đầu tiên năm 1838.

## Hình ảnh

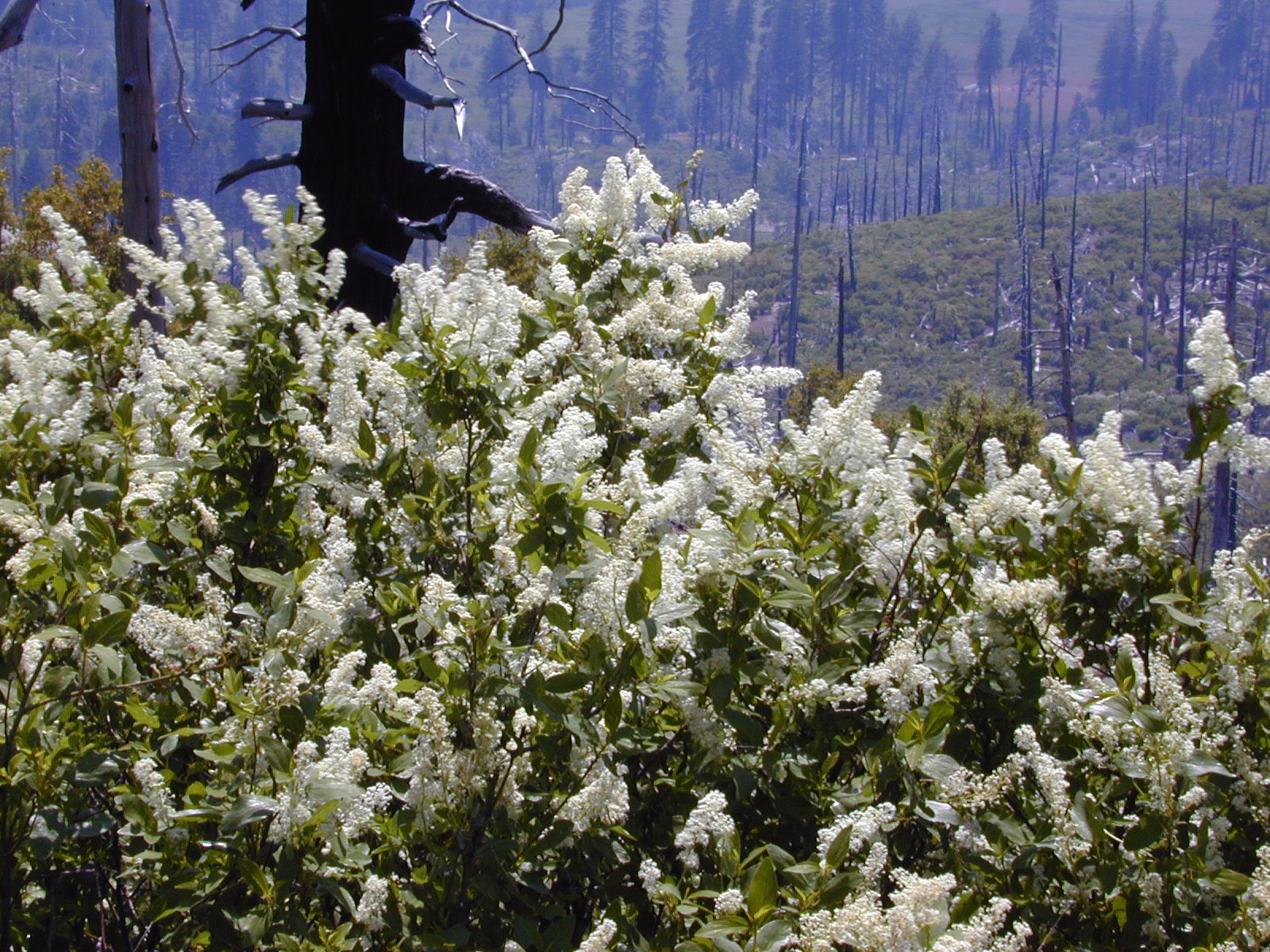
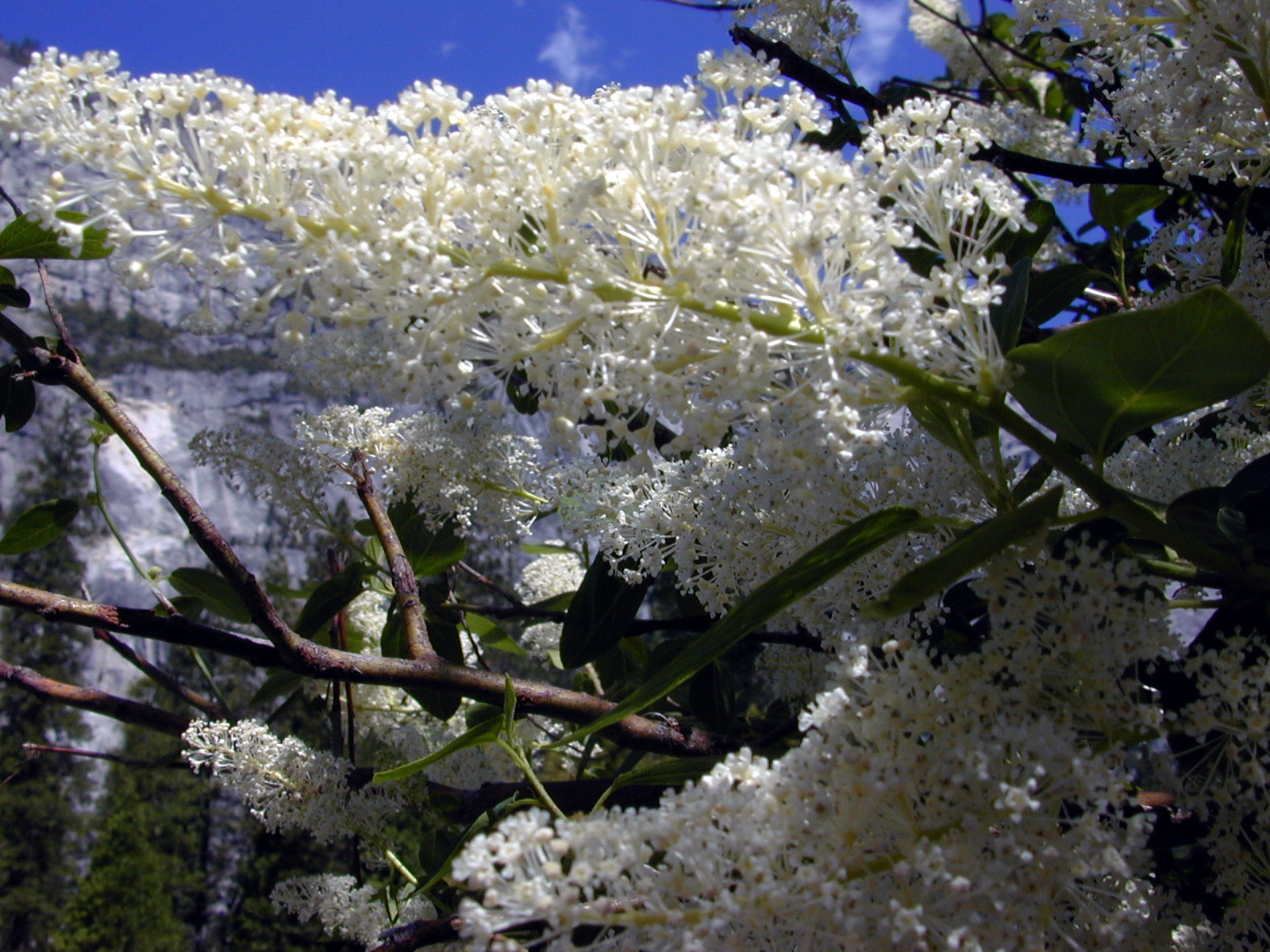
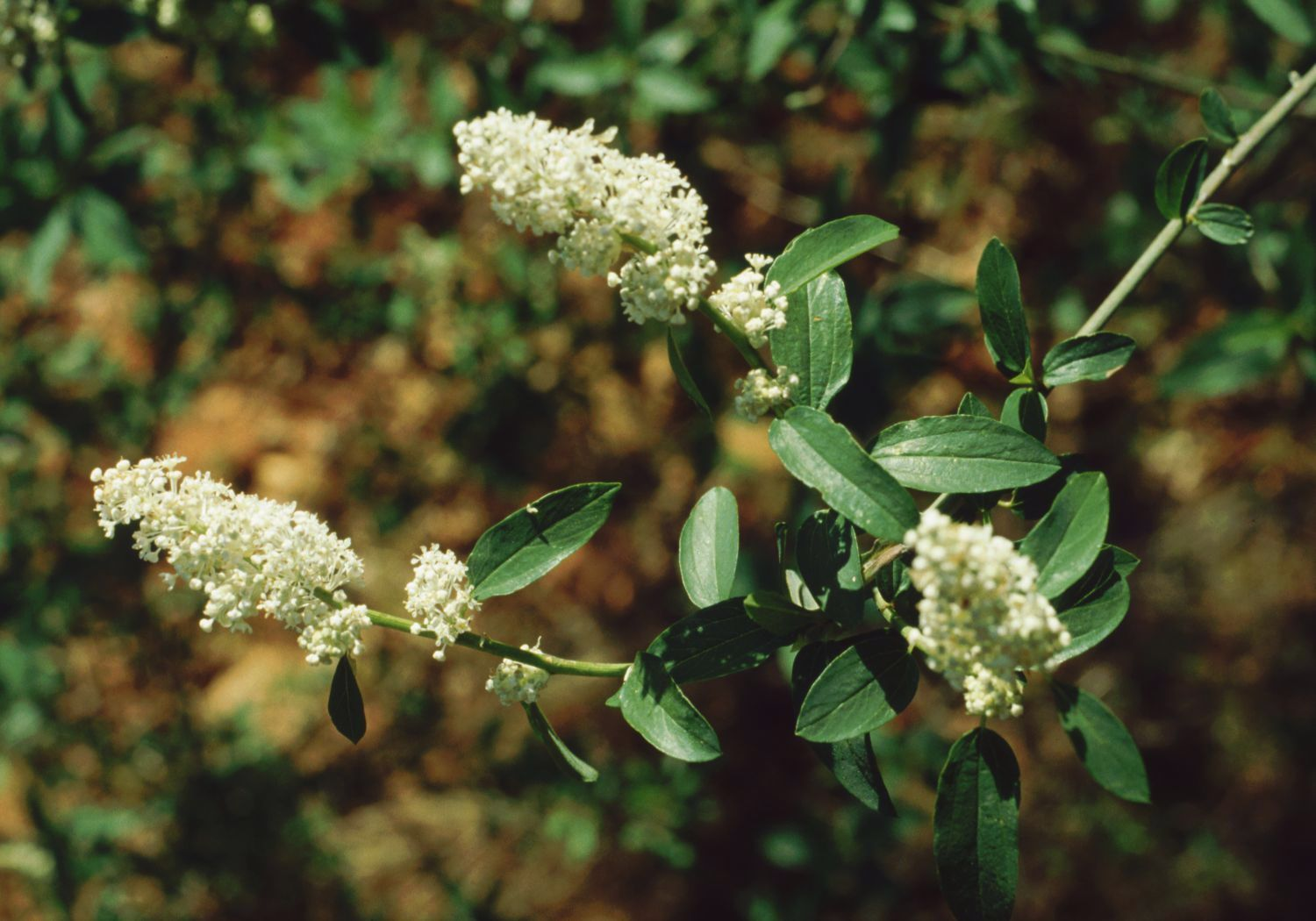
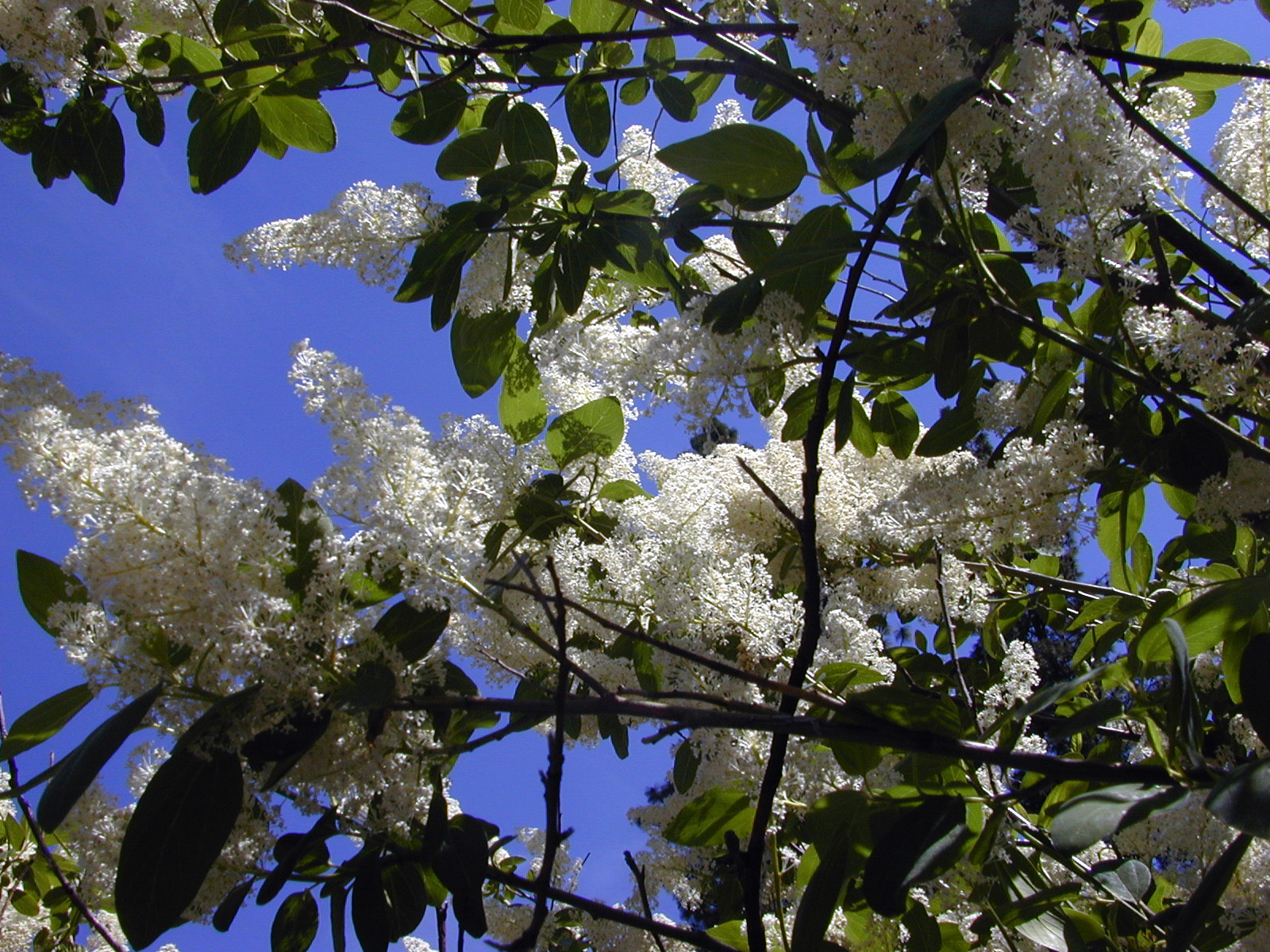